# زیر نور ماه
زیر نور ماه یک فیلم سینمایی ایرانی ساخته رضا میرکریمی و به تهیه‌کنندگی منوچهر محمدی در سال ۱۳۷۹ است. این فیلم نخستین فیلم سینمای بعد از انقلاب است که شخصیت اصلی آن یک روحانی شیعه است. در کارنامهٔ فیلم‌سازی رضا میرکریمی نیز این دومین فیلم سینمایی بعد از کودک و سرباز و چند فیلم کوتاه و سریال تلویزیونی است.

## داستان
داستان این فیلم دربارهٔ طلبه‌ای به نام سید حسن است که معتقد است چون مانند پدربزرگش میان مردم نیست و نفسش تأثیری ندارد نمی‌تواند لباس روحانیت را بپوشد و تنها برای دلخوشی خانواده اش چنین می‌کند. روزی که لباس روحانیت را می‌خرد در مترو پسرکی لباس او را می‌دزدد. جستجوی او برای لباس موجب آشنایی او با بی خانمانان زیر پل رسالت می‌شود. او سرانجام همه کتابهایش را می‌فروشد تا بتواند به آنها کمک کند. خواهر آن کودک نیز یک زن خیابانی است که اقدام به خودکشی می‌کند. سید حسن او را به بیمارستان می‌رساند. روزی که طلاب از دست استادشان ملبس می‌شوند سیدحسن لباس روحانیت را از زن خیابانی پس می‌گیرد.

## بازیگران
| بازیگر          | نقش                    |
| --------------- | ---------------------- |
| حسین پرستار     | سید حسن، طلبه جوان     |
| علی بکائیان     | جلال                   |
| حامد رجبلی      | جوجه، کودک             |
| شقایق دهقان     | خواهر جوجه، زن خیابانی |
| مهران رجبی      | مدیر مدرسه علمیه       |
| اصغر حیدری      | مجید                   |
| فرشته صدرعرفایی | خواهر مجید             |
| محمود نظرعلیان  | رستم                   |

## جوایز
| سال  | جشنواره                            | بخش                        | نامزدی            | نتیجه        | جایزه                  | منبع        |
| ---- | ---------------------------------- | -------------------------- | ----------------- | ------------ | ---------------------- | ----------- |
| ۲۰۰۱ | جشنواره فیلم کن                    | بهترین فیلم هفته منتقدان   | رضا میرکریمی      | برنده        | جایزه بزرگ             | [ ۳ ]       |
| ۲۰۰۱ | جشنواره بین‌المللی فیلم بیروت       | بهترین فیلم                | رضا میرکریمی      | برنده        | جایزه ویژه هیئت داوران | [ ۴ ]       |
| ۲۰۰۱ | جشنواره بین‌المللی فیلم سائو پائولو | بهترین فیلم بلند           | رضا میرکریمی      | برنده        |                        | [ ۴ ]       |
| ۲۰۰۱ | جشنواره بین‌المللی فیلم توکیو       | جایزه ویژه هیئت داوران     | رضا میرکریمی      | برنده        |                        | [ ۴ ]       |
| ۲۰۰۱ | جشنواره بین‌المللی فیلم توکیو       | بهترین کارگردانی           | رضا میرکریمی      | برنده        |                        | [ ۴ ]       |
| ۱۳۷۹ | نوزدهمین جشنواره فیلم فجر          | جایزه ویژه هیئت داوران     | رضا میرکریمی      | برنده        |                        | [ ۵ ] [ ۶ ] |
| ۱۳۷۹ | نوزدهمین جشنواره فیلم فجر          | بهترین فیلم                | منوچهر محمدی      | نامزدشده     | سیمرغ بلورین           | [ ۵ ] [ ۶ ] |
| ۱۳۷۹ | نوزدهمین جشنواره فیلم فجر          | بهترین کارگردانی           | رضا میرکریمی      | نامزدشده     | سیمرغ بلورین           | [ ۵ ] [ ۶ ] |
| ۱۳۷۹ | نوزدهمین جشنواره فیلم فجر          | بهترین موسیقی متن          | محمدرضا علیقلی    | نامزدشده     | سیمرغ بلورین           | [ ۵ ] [ ۶ ] |
| ۱۳۷۹ | نوزدهمین جشنواره فیلم فجر          | بهترین چهره‌پردازی          | سعید ملکان        | نامزدشده     | سیمرغ بلورین           | [ ۵ ] [ ۶ ] |
| ۱۳۷۹ | نوزدهمین جشنواره فیلم فجر          | بهترین بازیگر نقش مکمل مرد | محمود نظرعلیان    | دیپلم افتخار |                        | [ ۵ ] [ ۶ ] |
| ۱۳۷۹ | نوزدهمین جشنواره فیلم فجر          | بهترین فیلمبرداری          | حمید خضوعی ابیانه | دیپلم افتخار |                        | [ ۵ ] [ ۶ ] |
| ۱۳۸۰ | پنجمین جشن حافظ                    | بهترین فیلم                | منوچهر محمدی      | برنده        | تندیس حافظ             | [ ۷ ]       |
| ۱۳۸۰ | پنجمین جشن حافظ                    | بهترین کارگردانی           | رضا میرکریمی      | نامزدشده     | تندیس حافظ             | [ ۷ ]       |
| ۱۳۸۰ | پنجمین جشن حافظ                    | بهترین فیلمنامه            | رضا میرکریمی      | برنده        | تندیس حافظ             | [ ۷ ]       |
| ۱۳۸۰ | پنجمین جشن حافظ                    | بهترین بازیگر مرد          | مهران رجبی        | نامزدشده     | تندیس حافظ             | [ ۷ ]       |
| ۱۳۸۰ | پنجمین جشن حافظ                    | بهترین بازیگر زن           | فرشته صدرعرفایی   | نامزدشده     | تندیس حافظ             | [ ۷ ]       |
| ۱۳۸۰ | پنجمین جشن حافظ                    | بهترین موسیقی متن          | محمدرضا علیقلی    | نامزدشده     | تندیس حافظ             | [ ۷ ]       |
| ۱۳۸۰ | پنجمین جشن حافظ                    | بهترین طراحی صحنه و لباس   | رضا ترابی         | نامزدشده     | تندیس حافظ             | [ ۷ ]       |

- جایزه طاووس نقره‌ای جشنواره بین‌المللی فیلم دهلی نو